# 蓋恩考特 (特拉華州)
蓋恩考特（英語：Guyencourt）是位於美國特拉華州紐卡斯爾縣的一個非建制地區。該地的面積和人口皆未知。

## 地理
蓋恩考特的座標為39°48′49″N 75°35′11″W / 39.81361°N 75.58639°W，而該地的平均海拔高度為76米（即249英尺）。